# Snow halation
《Snow halation》是μ's的第二張單曲，也是第一次以「μ's」名義發行的單曲，於2010年12月22日由Lantis發售。

## 概要
本單曲共分初回生產限定版與通常版两種發行，初回生產限定版额外附送了一張特別版封面（與歌詞小冊子尺寸相同、但畫像不同的紙卡）以及一張單色人物卡片（隨機封入一種，共9种）。兩種版本皆附有CD及DVD各一张，CD收錄了樂曲和廣播劇，DVD則收錄了動畫音樂短片。
本作為μ's第一次採用「μ's」名義發行單曲。此前的出道單曲《我們的LIVE 與你的LIFE》使用了「Love Live! School idol project」（ラブライブ！ School idol project）的名義發行，但自本作起的所有新作則全部改用在2010年夏天組合名募集企畫中決定的名稱「μ's」發行。中间（center）位是在2010年8月举行的第一次总选举中胜出的高坂穗乃果（聲：新田惠海）。
作為法人特典，在Animate、Gamers、Comic虎之穴購買本作時，會附贈實際並不存在的架空活動門票，而各個法人所虛構的活動及門票設計均有所不同。
2017年，在NHK为纪念日本动画诞生一百周年而进行的“日本动画100”特别企划中，Snow halation获选为“Best Anisong 100”动画歌曲第一名。
2023年12月10日在東京巨蛋舉行的Lovelive!及偶像大師系列聯合演唱會「異次元Fes 偶像大師★♥Love Live!歌合戰」中，Snow halation作為倒數第三首曲目由偶像大師系列團隊（灰姑娘女孩、百萬偶像、閃耀色彩）翻唱，這亦為Snow halation自2020年1月18及19日舉行的Lovelive! Fes後，再一次在大型演唱會舞台正式公開演出。

### “橙色奇迹”
PV前半段模仿雪花的白色灯光，在穗乃果独唱（传达出去吧 将这份悲伤的心情）曲段时，会次第变为穗乃果代表色的橙色。这一灯光变化成为了该曲的特色，在后来的动画、演唱会和PSV游戏中都得到了忠实地重现。歌迷在現場觀看本曲時，通常会在上述部分將手中螢光棒的顏色從象徵冬天的白色轉換為代表演唱該段的主角高坂穗乃果的橙色（此時通常使用超高亮化學螢光棒）。而在部分视频弹幕网站上（如niconico、bilibili等），每当演唱到这一句时，也会出现大量橙色弹幕。

## 评价
|                                         | 大家最喜欢的歌曲！在第二季动画中更成为了十分珍贵的一首歌。 |
| ——新田惠海（Love Live! μ's 音乐的轨迹） |                                                            |

|                        | 让人联想到纷飞而下的大雪的铃声和钢琴。从这个前奏开始心就被紧紧地抓住了…… 像是那初恋一般的触感就这么原封不动的融入歌曲，换言之这是一首歌唱出了静谧的恋之低语的μ's的第二张单曲。或许也有在圣诞前发售的原因，这次是一首以冬季为主题的love song。由前作继续担当作曲的山田高弘创作的旋律风格的转变，带着紧张和苦闷之感，在将其与钢琴和弦乐交错而成的旋律融合进去的瞬间，令人疯狂一般的感染力应运而出。那种即便苦闷也直面前方的歌声不禁令人百感交集，可以说真的是绝品。 |
| ——《Lisani!》Vol. 14.1 | |

|          | “Snow halation”这一标题本身，与其说是她们的恋爱之始，不如说是那份尚未察觉到“恋爱”之际的感受。像雪一般纷纷飞落着，闪耀出灿烂又美丽无比，尽管很开心却也变得泫然欲泣，有一种“看到雪就…”感觉。但是观看live的时候，副歌观众们一起“Snow halation!”这样大呼。那时想“啊嘞？虽然没感觉到苦闷不过嘛也好吧”（笑）。不过，因为这种气氛是我们完全没有预想到的，也深刻地感受到“果然live是和观众们一起作出的”。 |
| ——畑亚贵 | |

## 收錄內容
CD共收錄了兩首歌曲、其純音樂版以及十一段廣播劇，而DVD則收錄了A面曲Snow halation的動畫音樂影片。括號中的中文翻譯僅供參考，並非官方翻譯。
CD
1. Snow halation [4:19]
  - 作詞：畑亞貴，作曲：山田高弘（日语：山田高弘），編曲：中西亮輔（日语：中西亮輔）
  - AT-X資訊節目「Club AT-X（日语：Club AT-X）」2011年1月結尾曲[6]。
  - 在旋律間加入了具有冬日風味的鈴音以及弦樂，營造出抒情的氛圍[7]。
  - 電視動畫第2期第9集中的插曲，剧情中作为μ's在“Love Live!”地区决赛的参赛曲目出现。
2. （baby maybe 戀愛的按鈕） [4:31]
  - 作詞：畑亞貴，作曲・編曲：山口朗彦（日语：山口朗彦）
  - 滲入了鐵克諾流行（日语：テクノポップ）音樂元素，並在副歌一段加入對話，帶出可愛的形象[7]。
3. Snow halation (Off Vocal)
4. (Off Vocal)
5. （平安夜的女孩子們。……但依然明亮） [8:17]
  - 出演：μ's
6. （與你的聖誕節 -高坂穗乃果-） [1:04]
  - 出演：高坂穗乃果（声：新田惠海）
7. （與你的聖誕節 -絢瀨繪里-） [1:03]
  - 出演：絢瀨繪里（声：南條愛乃）
8. （與你的聖誕節 -南小鳥-） [1:18]
  - 出演：南小鳥（声：内田彩）
9. （與你的聖誕節 -園田海未-） [0:59]
  - 出演：園田海未（声：三森鈴子）
10. （與你的聖誕節 -星空凛-） [0:51]
  - 出演：星空凛（声：飯田穗）
11. （與你的聖誕節 -西木野真姬-） [1:02]
  - 出演：西木野真姬（声：Pile）
12. （與你的聖誕節 -東條希-） [0:57]
  - 出演：東條希（声：楠田亞衣奈）
13. （與你的聖誕節 -小泉花陽-） [1:20]
  - 出演：小泉花陽（声：久保由利香）
14. （與你的聖誕節 -矢澤妮可-） [0:55]
  - 出演：矢澤妮可（声：德井青空）
15. （往未來Go Next！） [1:21]
  - 出演：μ's

DVD
1. Snow halation [6:02]
  - 為配合發售單曲的日期，PV以聖誕節為主題，Drama部分則結合了戀愛內容[8]。

## 音樂影片製作團隊
- 企畫：日昇動畫
- 原作：矢立肇
- 原案：公野櫻子
- 故事情節・演出・監督：京極尚彥
- 角色設計：室田雄平
- 設計工作：稻吉智重
- 總作畫監督：稻吉智重（イナヨシトモシゲ）
- 作畫監督：稻吉朝子、大杉尚廣、稻吉智重
- 美術監督：德田俊之
- 佈景設計：高橋武之
- 色彩設計：横山佐代子
- CG製作人：松浦裕曉
- 攝影監督：葛山剛士
- 編輯：今井大介
- 音響監督：明田川仁
- 音樂制作：Lantis
- 音樂製作人：齋藤滋
- 製作人：平山理志、伊藤善之、高野希義（日语：高野希義）
- 舞蹈編排：yumi
- 製作：Project Love Live!（日昇動畫、Lantis、ASCII Media Works）

## 其他版本
除九人原版外，官方还推出了九人独唱版本的Snow halation，分别收录于、以及《Memorial BOX Ⅰ Solo Live! collection》专辑中。
在Lantis推出的精选辑《Heart of Magic Garden2》中，收录了经过重新编曲的Snow halation。
另外，该歌曲曾被日本歌手佐咲纱花翻唱过，并收录于其专辑《SAYAKAVER.》中。

## 專輯收錄
| 曲名          | 專輯                                     | 發售日        | 備註         |
| ------------- | ---------------------------------------- | ------------- | ------------ |
| Snow halation | 《μ's Best Album Best Live! collection》 | 2013年1月9日  | 精選輯       |
|               | 《μ's Best Album Best Live! collection》 | 2013年1月9日  | 精選輯       |
| Snow halation | 《Heart of Magic Garden2》               | 2014年8月27日 | 原音樂版編曲 |

## 外部連結
- Lantis上的介紹頁 （页面存档备份，存于）（日語）
- Lantis YouTube頻道的影片
  - YouTube上的《Snow halation》音樂影片（簡短版） （日語）